# Strobilanthes tonkinensis
Strobilanthes tonkinensis är en akantusväxtart som beskrevs av Gustav Lindau. Strobilanthes tonkinensis ingår i släktet Strobilanthes och familjen akantusväxter. Inga underarter finns listade i Catalogue of Life.